# Pavlovce (powiat Vranov nad Topľou)
Pavlovce – wieś (obec) na Słowacji położona w kraju preszowskim, w powiecie Vranov nad Topľou. Pierwsze wzmianki o miejscowości pochodzą z 1359 roku.
Według danych z dnia 31 grudnia 2012 roku, wieś zamieszkiwało 760 osób, w tym 387 kobiet i 373 mężczyzn.
W 2001 roku rozkład populacji względem narodowości i przynależności etnicznej wyglądał następująco:
- Słowacy – 97,35%
- Czesi – 0,14%
- Romowie – 2,09%

Ze względu na wyznawaną religię struktura mieszkańców kształtowała się w 2001 roku następująco:
- Katolicy rzymscy – 63,04%
- Grekokatolicy – 0,84%
- Ewangelicy – 34,59%
- Nie podano – 0,84%